# Renault 35 CV

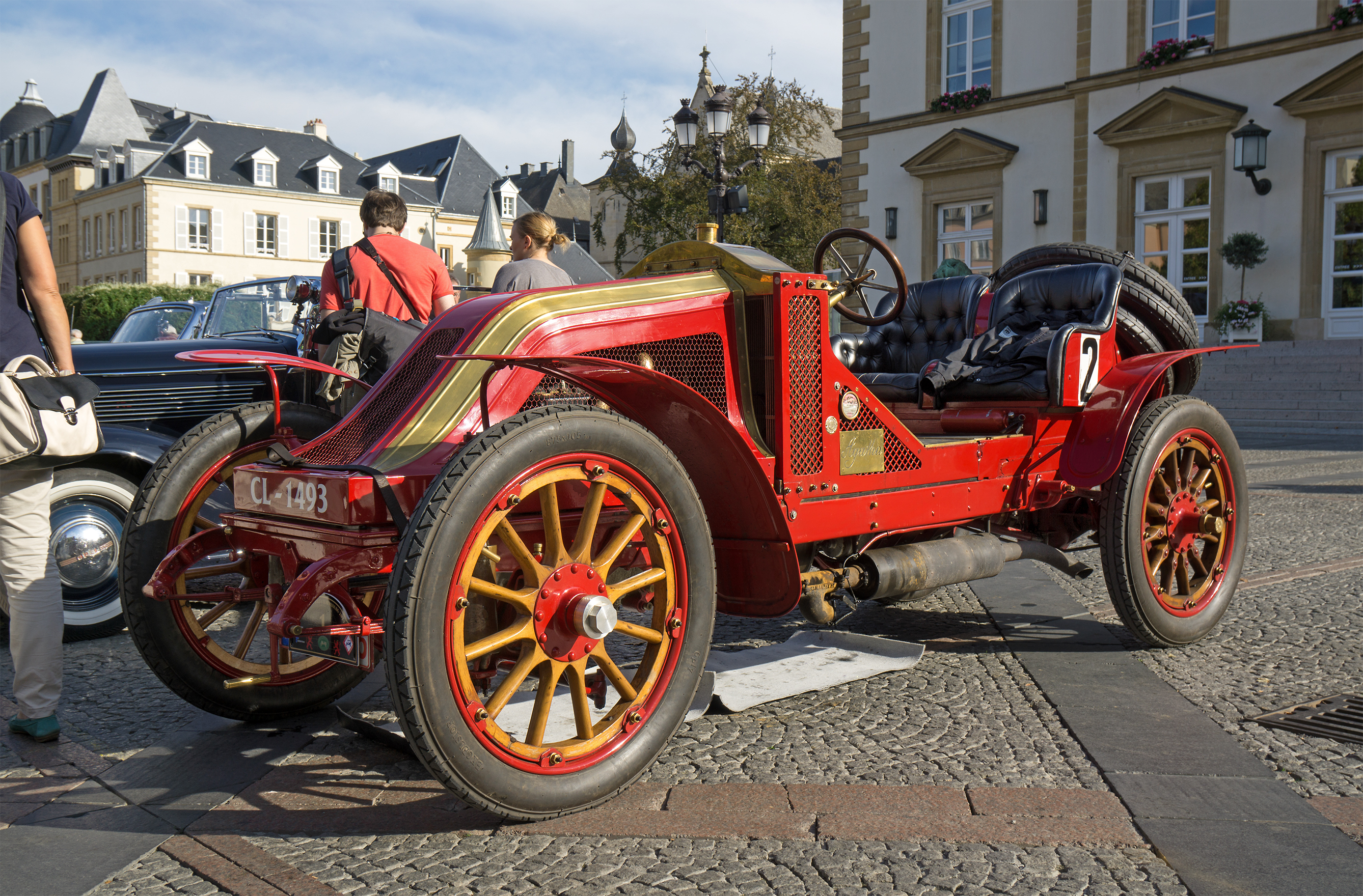
Renault Type AI

Der Renault 35 CV war eine Pkw-Modellreihe des französischen Automobilherstellers Renault aus der Zeit vor dem Zweiten Weltkrieg. Dabei stand das CV für die Steuer-PS. Zu dieser Modellreihe gehörten:
- Renault Type AI (1905–1910)
- Renault Type AO (1907)
- Renault Type CF (1911–1912)
- Renault Type CI (1911–1912)